# 전단사 함수

전단사 함수의 예

수학에서 전단사 함수(全單射函數, 영어: bijection, bijective function)는 두 집합 사이를 중복 없이 모두 일대일로 대응시키는 함수이다. 일대일 대응(一對一對應, 영어: one-to-one correspondence)이라고도 한다.

## 정의
두 집합 {\displaystyle X}, {\displaystyle Y} 사이의 함수 {\displaystyle f\colon X\to Y}에 대하여, 다음 조건들이 서로 동치이며, 이를 만족시키는 함수를 전단사 함수라고 한다.
- 임의의 {\displaystyle y\in Y}에 대하여, {\displaystyle f(x)=y}인 유일한 {\displaystyle x\in X}가 존재한다.
- 전사 함수이며 단사 함수이다.
- 집합의 범주에서의 동형 사상이다. 즉, {\displaystyle f\circ g=\operatorname {id} _{Y}}, {\displaystyle g\circ f=\operatorname {id} _{X}}인 함수 {\displaystyle g\colon Y\to X}가 존재한다. 이러한 {\displaystyle g}를 {\displaystyle f}의 역함수라고 한다.

## 성질
두 집합 {\displaystyle X}와 {\displaystyle Y} 사이에 전단사 함수가 존재한다면, {\displaystyle X}의 집합의 크기와 {\displaystyle Y}의 집합의 크기는 같다.
크기가 같은 두 유한 집합 {\displaystyle X}, {\displaystyle Y} 사이의 함수 {\displaystyle f\colon X\to Y}가 단사 함수이거나 전사 함수라면, 항상 전단사 함수이다. 그러나 이는 무한 집합에 대하여 성립하지 않는다. (예를 들어, {\displaystyle \mathbb {N} \to \mathbb {N} }, {\displaystyle n\mapsto n+1}은 단사 함수이지만 전사 함수가 아니다.)
집합 {\displaystyle X} 위의 전단사 함수 {\displaystyle X\to X}들의 집합은 대칭군 {\displaystyle \operatorname {Sym} (X)}라는 군을 이루며, 이는 집합의 범주에서의 자기 동형군이다.
유한 집합 {\displaystyle X} 위에서, 집합 {\displaystyle Y}로 가는 전단사 함수의 수는 다음과 같다.
{\displaystyle {\begin{cases}|X|!&|X|=|Y|\\0&|X|\neq |Y|\end{cases}}}

## 같이 보기
- 칸토어-베른슈타인 정리